# Фото на память
«Фото на па́мять» — российский фильм ужасов Антона Зенковича. В главной роли: Ирина Темичева. Премьера фильма в России состоялась 14 июня 2018 года.

## Сюжет
На презентации одной военной разработки СССР — фотоаппарата «Секунда», способного предсказывать недалёкое будущее, присутствовал полковник — куратор проекта, медиум Штерн — руководитель разработок и ведущий презентации, его ассистентка, а также военные и учёные. Показательный эксперимент с участием двух добровольцев прошёл успешно, где фотоаппарат, сам распечатывающий фотографии, смог предсказать перемещение ваз. Однако, когда один из добровольцев, доцент Абрикосов, по собственной инициативе сфотографировал Штерна, его ассистентка сильно испугалась, и на фотографии проявился труп ведущего.
Далее, в наши дни, зимой, происходит встреча молодых людей в кафе — Ильи, его девушки Алёны, её сестры Веры, а также Гагика, Юры, Ника (он же Арман) и Иры. Они на машине Ирины собираются поехать в загородный дом на одно мероприятие, некую тусу, местонахождение которой отмечено у них на распечатках. Ребята знакомятся, и в разговоре упоминают, что хозяин дома должен ждать их на месте. По пути на безлюдной дороге они попадают в аварию, сбивают насмерть лося. Все выживают, однако ноги Алёны зажимает в салоне, машина не заводится, печка не работает, связи нет, начинает темнеть и холодать, а до ближайшего поселения километров двадцать. Алёна ненадолго замечает в лесу какого-то человека. Ребята решают разделиться, Юра идёт обратно по дороге за помощью, Илья остаётся с Алёной в машине, а остальные идут искать загородный дом, который с их слов находился уже где-то недалеко.
Наткнувшись в лесу на одинокий домик, группа людей понимает, что это не тот, который был на фото с объявлением мероприятия, однако решают обыскать его, чтобы найти аптечку, тёплые вещи и возможно стационарный телефон. Им удаётся включить электрощиток и зажечь свет. Нам показывают, что снаружи кто-то проходит у окна дома, однако этого никто не замечает. В одной из комнат Ник находит старый фотоаппарат «Секунда». Другая комната оказывается запертой, Ира взламывает её монтировкой и находит там множество фотографий с трупами животных, а на одной из них изображена их разбитая машина. Гагик предполагает, что это всё постановка, и их собрали чтобы скрытыми камерами снять реалити-шоу. Ник фотографирует Гагика на найденный фотоаппарат, после чего Гагик с тулупом идёт к машине через лес, где спотыкается и попадает головой в охотничий капкан. Илья слышит крики паники и идёт к ребятам, оставив застрявшую Алёну одну в машине. Собравшись в домике, молодые люди видят на фотографии Гагика с отрубленной головой, и догадываются, что фотоаппарат меняет судьбу человека, которого сфотографировали, обрекая того на смерть.
Затем Ира в одиночку внимательно обыскивает комнату с множеством фотографий, в сейфе находит киноплёнку, и смотрит её. На кинозаписи 1989 года, Абрикосов из начала фильма и ассистентка Штерна, находясь в том же домике что и ребята, рассказывают, что после трагедии на презентации, они украли фотоаппарат и продолжили эксперименты на животных, используя записи медиума, затем они демонстрируют опыт с мышью, которая умирает после фотографирования. В это время к ним врывается полковник, который тоже был на презентации, говорит, что отсидел пятнадцатилетний срок и лишился всех званий как ответственный за трагедию, и что желает отомстить Абрикосову за ту фотографию, после чего убивает его и ассистентку. После просмотра Ира начинает плакать и ломает кинопроектор, однако об этой записи никому не рассказывает.
Далее, Вера случайно фотографирует себя через зеркало, и её кусает ядовитый паук, который вылез из банки, невольно разбитой ранее одним из ребят, и на фотографии показывают мёртвую Веру. Оставшиеся в живых молодые люди решают возвратиться к машине, освободить Алёну и идти к главной дороге. Недалеко от машины их настигает несколько собак, но ребята успевают запереться в машине, в которой не оказывается Алёны. Воспользовавшись тем, что собаки занялись поеданием ранее сбитого лося, молодые люди успевают убежать в домик, где обнаруживают Алёну, оплакивающую свою погибшую сестру Веру. Она говорит, что с трудом смогла дохромать до домика, а затем, выслушав рассказ про смертоносный фотоаппарат, не верит и фотографирует Илью, который злится и с фотографией выбегает на улицу, рассчитывая что на холоде она не проявится, однако там на него нападают собаки. Ник предлагает избавиться от собак с помощью топора, но Ира говорит взять фотоаппарат, тогда Ник фотографирует собак, поедающих Илью, после чего туда падает фонарный столб, а домик обесточивается. Ник решает уничтожить фотоаппарат, но Ира не даёт ему это сделать, объясняя что его можно использовать как оружие защиты от владельца домика, который может в любой момент их найти. Ира замечает рыболовные сети, и предполагает, что рядом есть река и возможно лодка на которой можно уплыть. Ребята решают пробыть до утра в домике, и организуют дежурство, однако все засыпают. Ник просыпается от вспышки, и увидев на фотографии окровавленного себя, начинает в панике бежать, и в темноте натыкается глазом на торчащие рога, приделанные к двери.
Дождавшись утра, девушки начинают подозревать друг друга, никто не сознаётся кто сфотографировал Ника. Алёна отвлекает Иру и вырубает её ударом по затылку, и с фотоаппаратом хромает к реке, где обнаруживает лодку. Там её ловит полковник, который курировал военный проект. Туда же прибегает очнувшаяся Ира. Полковник объясняет, что Ира ему как дочка, и это он её попросил заманить к нему молодых людей для экспериментов с фотоаппаратом над людьми. Становится понятно, что он всегда был рядом, и это он сфотографировал машину перед аварией, это его Алёна видела в лесу, и это он ночью сфотографировал Ника. Неожиданно Ира направляет фотоаппарат на полковника, и говорит, что посмотрела спрятанную киноплёнку, на которой полковник убивает её родителей, хотя он ей говорил, что они погибли во время эксперимента. Затем Ира фотографирует полковника, и того железным крюком убивает Алёна, после чего Ира смотрит на фотографию с мёртвым полковником, и радуется что у неё получилось воспользоваться фотоаппаратом. Далее Ира, не желая оставлять свидетеля, пытается сфотографировать Алёну, но это у неё не получается, и она с фотоаппаратом убегает в лес, а Алёна, боясь что фотоаппарат снова заработает, пытается уплыть на лодке. Тем временем Ира успевает сбегать в домик, найти в сейфе чистые фотокарточки, вернуться к реке и сфотографировать уплывающую Алёну, после чего она видит фотографию с утонувшей Алёной, и пустую реку без лодки и без Алёны. Затем Ира слышит звуки сирен у домика, там она встречает Юру, который привёл помощь. Один из полицейских удивляется, как Ира выжила в такой мясорубке, видимо предполагая что орудовал маньяк. В конце Ира предлагает сфотографировать их всех вместе на старый фотоаппарат.

## В ролях
- Ирина Темичева — Ирина
- Анастасия Уколова — Алёна
- Софья Зайка — Вера
- Санджар Мади — Арман («Ник»)
- Гарик Петросян — Гагик
- Степан Юрпалов — Илья
- Егор Харламов — Юра
- Евгений Коряковский — доцент Михаил Абрикосов
- Николай Козак — полковник Павел Андреевич Голунов
- Карен Бадалов — Михаэль Штерн, провидец
- Ирина Шеянова — ассистентка доцента Абрикосова

## Съёмочная группа
- Автор сценария: Виктор Бондарюк
- Режиссёр и оператор: Антон Зенкович
- Композитор: Марк Дорбский

## Отзывы и оценки
Фильм получил крайне отрицательные отзывы в российской прессе, на него не было положительных обзоров. О нём писали: «Совершенно невменяемый сценарий (Фильм.ру), «Нелепо, неинтересно, не страшно и попросту скучно» (The Hollywood Reporter), «Слабая актерская игра, вялые персонажи, нелепые и нестрашные смерти» (Кино Mail.ru)
«Авторы даже завязку не потрудились толком написать» (BadComedian).